# Tân Thành, Thái Nguyên
Tân Thành là một xã ở phía đông nam của tỉnh Thái Nguyên, Việt Nam.

## Địa lý
Xã Tân Thành có vị trí địa lý:
- Phía đông giáp tỉnh Bắc Ninh
- Phía tây giáp xã Tân Khánh và xã Phú Bình
- Phía nam giáp xã Kha Sơn và xã Phú Bình
- Phía bắc giáp xã Trại Cau và xã Tân Khánh.

Xã Tân Thành có diện tích 69,03 km², dân số năm 2025 là 25.724 người. Khu vực được quy hoạch thành khu vực tập trung phát triển chuyên canh cây nông nghiệp chất lượng cao, phát triển nông nghiệp, tiểu thủ công nghiệp, làng nghề; du lịch cộng đồng, du lịch tâm linh - sinh thái - di tích. Hạ tầng giao thông trên địa bàn xã có tuyến đường kết nối quốc lộ 37, đường tỉnh 269B 
Tân Kim cũ có nhiều hồ nước và ngòi (sông nhỏ), phân bố ở các xóm Kim Đĩnh, Châu, Bạch Thạch, Trại. Hồ lớn nhất nằm ở làng Kim Đĩnh với diện tích mặt hồ 40 ha, có nhiều tiềm năng về khai thác thủy sản và nông nghiệp, cung cấp nước tưới tiêu cho một diện tích lớn đất nông nghiệp.

## Lịch sử
Tháng 6 năm 2025, xã Tân Thành được thành lập trên cơ sở nhập toàn bộ diện tích tự nhiên, quy mô dân số của xã Tân Hòa (diện tích tự nhiên là 20,55 km²; dân số là 10.100 người); xã Tân Kim (diện tích tự nhiên là 21,39 km²; dân số là 9.032 người) và xã Tân Thành (diện tích tự nhiên là 27,09 km²; dân số là 6.592 người) của huyện Phú Bình. Trụ sở làm việc của xã nằm tại trụ sở xã Tân Thành cũ. Phía nam của xã có ranh giới với hệ thống sông Máng, một kênh tưới tiêu nhân tạo được xây dựng từ thời Pháp thuộc.

## Hành chính
Đến năm 2009, xã Tân Thành được chia thành 12 xóm: Vo, Đồng Bốn, Hoà Lâm, Hà Châu, Suối Lửa, La Lẻ, Non Chanh, Bầu Ngoài, Bầu Trong, Na Bì, Cầu Muối, Tân Yên.
Đến năm 2009, xã Tân Hòa được chia thành 14 xóm: Thanh Lương, Tè, Hân, Đồng Ca, Vực Giảng, Trụ Sở, Giếng Mật, Trại Giữa, Vàng Ngoài, Cà, Ngò, Vầu, U, Giàn.
Đến năm 2009, xã Tân Kim được chia thành 17 xóm: Xuân Lai, Mỏn Thượng, Mỏn Hạ, Trạng Đài, Đồng Chúc, Tân Thái, Núi Chùa, Thòng Bong, Bạch Thạch, La Đuốc, Làng Trại, Làng Châu, Hải Minh, La Đao, Đèo Khê, Bờ La, Quyết Tiến.

## Di tích
Trên địa bàn xã Tân Thành có cụm di tích đình - đền - chùa Cầu Muối, bao gồm hai ngôi đến là đền Thượng và đền Công Đồng. Chùa có tên chữ là Linh Sơn Tự. Cụm di tích này còn lưu giữ được nhiều hiện vật gốc có giá trị nghệ thuật và niên đại cổ xưa như: chiêng núm đồng; chuông nhí đồng, giá văn tế, nhang án, ngai thờ, cối đá, 5 bát hương gốm cổ, 23 pho tượng và cây hương đá được lập năm 1719.